# Harry Kensmil
Harry Stanley Kensmil (Paramaribo, 15 november 1932 - aldaar, 29 mei 2012) was een Surinaamse ambtenaar, politicus en radiopresentator. Van 1987 tot 1988 hij was vicepremier van Suriname en van 1986 tot 1988 minister van Natuurlijke Hulpbronnen en Energie. Van 1984 tot 1986 en van 1988 tot 2009 was hij lid van de Raad van Commissarissen van Staatsolie en hij werd in 1997 benoemd tot secretaris van de Raad.

## Vroege leven
Kensmil werd in 1932 in Paramaribo geboren. Hij was hoofdonderwijzer en bij de radio-omroep enkele jaren redacteur-nieuwslezer. Hij ging voor een studie politicologie naar Amsterdam en werkte voor de Overheidsvoorlichting. Hij slaagde in 1972 voor zijn graad van doctorandus in bestuurskunde aan het Institute of Social Studies in Den Haag.

## Carrière
Na de onafhankelijkheid was Kensmil lid van het Commissie Ontwikkelingssamenwerking Nederland-Suriname (CONS). In 1980, in de nasleep van de Sergeantencoup, werden hij en andere leden van de CONS gearresteerd. Kensmil zat 90 dagen in de gevangenis en deelde een cel met de afgezette premier Henck Arron.
In 1986 was hij een van de NPS-leden die werden gekozen om te dienen in het kabinet van Pretaap Radhakishun; Kensmil werd benoemd tot minister van Natuurlijke Hulpbronnen en Energie (NHE). Hij speelde een sleutelrol in het tegengaan van aanvallen op het nationale energienetwerk door het Junglecommando. Hij bleef aan als minister van NHE tijdens het premierschap van Jules Wijdenbosch, onder wie hij tevens diende als vicepremier. In december 1987 gaf hij toestemming tot de oprichting van het natuurreservaat Bigi Pan.
Nadat hij het kabinet verliet in 1988, keerde hij terug naar de Raad van Commissarissen van Staatsolie en fungeerde hij verschillende malen als economisch adviseur van de regering. Van 1997 tot 2009 hij was secretaris van de Raad. Hij was van 2009 tot 2011 lid van de Raad van Commissarissen van Telesur.

## Culturele activiteiten
Kensmil was lid van de Surinaamse tak van de Ancient Order of Foresters en werd uiteindelijk de leider (High Chief Ranger) van dit genootschap. Hij was ook actief in het promoten van traditionele Surinaamse culturele praktijken die uit de tijd waren geraakt, zoals het begrafenisritueel van dede oso.

## Overleden
Kensmil overleed op 29 mei 2012 in Paramaribo. Zijn begrafenisplechtigheid vond plaats op 4 juni 2012 in de Grote Stadskerk en hij werd begraven op de begraafplaats Marius Rust.